# Александровский парк (Шахты)
Александровский парк (с 1895 года — городской парк, с 2012 года — Александровский парк) — парк в городе Шахты Ростовской области. Занимает территорию, ограниченную улицами Садовая, Шевченко, проспектом Василия Алексеева и микрорайоном Горняк. Площадь парка — около 18 га. На его территории находятся армянская святыня — хачкар, Мемориальный комплекс воинской славы, памятник ликвидаторам Чернобыльской аварии, памятник русским воинам — героям Первой Мировой войны, часовня в честь Воскресения Христова, детские аттракционы.

## История
Одним из старейших парков города, расположенным в его центре, является Александровский парк. Парк был разбит в 1895 году по проекту педагога Императорского Никитского училища Н. М. Черячукина. В последующие три года учениками было высажено около 500 деревьев, разбита и облагорожена центральная аллея. Ранее на этой территории располагалось городское кладбище, на котором находился фамильный склеп-часовня купцов Барановых. В первые годы Советской власти, после того, как кладбище внесли, в склепе устроили трансформаторную подстанцию.
В 1930-е годы в парке были оформлены новые аллеи, расчищалась его юго-восточная часть. За время своего существования в парке два раза проходила реконструкция. В 1914 году построили кинотеатр «Модерн», а в 1926 году — летний театр. В память о павших в годы Великой Отечественной войны шахтинскими архитекторами была создана Аллея Героев. Аллея был открыта в 1988 году и создана на средства жителей города. На территории зоны отдыха работает зооуголок.
В 2012 году место отдыха горожан получило название «Александровский парк». Название дано в честь основателя города Александровска-Грушевского (ныне город Шахты) — императора Александра II.
В 2015 году, в целях сохранения ценных и редких растений, на территории парка создана особо охраняемая природная территория «Дуб черешчатый» площадью 0,01 га.
В настоящее время на развитие парка выделены средства в рамках программы реконструкции объектов культуры города. В планах — объединение парка со стадионом «Шахтёр» и создание спортивно-паркового комплекса.

## Достопримечательности парка

### Мемориальный комплекс воинской славы
В Александровском парке создана Аллея Славы, на которой установлен памятник шахтинцам, удостоенным орденов Славы, Героям Советского Союза, с двух сторон от памятника установлены бюсты героев. Аллея Славы кончается около Вечного огня.

### Памятный знак «Хачкар»
29 августа 2014 года в Александровском парке был открыт памятник армянской архитектуры и армянская святыня — хачкар (в переводе с армянского означает каменный крест). Монумент был открыт по инициативе города-побратима Армавир. Хачкар выполнен из армянского розового туфа скульптором, народным мастером Республики Армения Р. П. Налбандяном. Освящение камня было проведено владыкой Армавирской епархии епископом Сионом. Хачкар является символом дружбы между армянским и русским народами.

### Памятный знак героям Первой мировой войны
31 августа 2014 года на центральной аллее Александровского парка на средства горожан был открыт памятник героям Первой мировой войны. Инициатором установки памятника стал Шахтинский казачий кадетский корпус им. Я. П. Бакланова. На памятнике изображен двуглавый орёл на постаменте. Орёл сжимает в лапах кадетский штандарт с вензелем императора Николая II. На плитах под крыльями орла высечены названия донских казачьих частей, участвовавших в Первой мировой войне. Памятник освящён епископом Шахтинским и Миллеровским Симоном.
По праздничным и в выходные воспитанниками Шахтинского казачьего кадетского корпуса им. Я. П. Бакланова у памятника организована вахта памяти.

### Часовня
В парке была восстановлена часовня в честь Воскресения Христова. Освящение часовни проведено в день поминовения усопших правящим архиереем Шахтинской епархии епископом Игнатием.
Часовня в Александровском парке восстановлена на средства члена Попечительского совета при Шахтинской епархии Василия Витальевича Руденко силами местной строительной компании «Новый Дом».

### Памятный знак «Памяти шахтинцев ликвидаторов последствий аварии на Чернобыльской АЭС»
В 26-ю годовщину чернобыльской катастрофы 26 апреля 2012 года по инициативе «Союза Чернобыль» в парке был открыт памятник ликвидаторам Чернобыльской аварии «Живым и павшим ликвидаторам чернобыльской катастрофы». На памятнике написаны имена ликвидаторов аварии, включающий в себя 400 шахтинцев.